# Fiona Morrison
Fiona Morrison (ur. 18 maja 1970 w Encamp) – andorska windsurferka, olimpijka. Brała udział w igrzyskach w roku 1996 (Atlanta). Nie zdobyła żadnych medali.

## Letnie Igrzyska Olimpijskie 1996 w Atlancie
| Konkurencja | Wyścig | Wyścig | Wyścig | Wyścig | Wyścig | Wyścig | Wyścig | Wyścig | Wyścig | Punkty | Miejsce |
| Konkurencja | 1      | 2      | 3      | 4      | 5      | 6      | 7      | 8      | 9      | Punkty | Miejsce |
| ----------- | ------ | ------ | ------ | ------ | ------ | ------ | ------ | ------ | ------ | ------ | ------- |
| Mistral     | 28     | 23     | 25     | 24     | 20     | 22     | 22     | 24     | 18     | 206    | 24.     |